# Batalha do Sund
A Batalha do Sund foi um confronto naval que ocorreu em 8 de novembro de 1658 (29 de outubro V.E.) durante a Segunda Guerra do Norte, próximo ao Sund ou Øresund, ao norte da capital dinamarquesa, Copenhague. A Suécia havia invadido a Dinamarca e um exército sob Carlos X Gustavo da Suécia tinha a própria Copenhague sob cerco. A frota holandesa foi enviada para impedir que a Suécia ganhasse controle de ambos os lados do Sund e, assim, controlasse o acesso ao Mar Báltico, bem como seu comércio.
Os holandeses, sob o comando do Tenente-Almirante Jacob van Wassenaer Obdam com Egbert Bartholomeusz Kortenaer como seu capitão de bandeira, que haviam navegado para o Báltico em apoio à Dinamarca, tinham 41 navios com 1 413 canhões, enquanto os suecos, sob o Lord do Alto Almirantado Carl Gustaf Wrangel, tinham 45 navios com 1 838 canhões. Os holandeses foram agrupados em três esquadrões, enquanto os suecos separaram seus navios em quatro. Os sete navios dinamarqueses com cerca de 280 canhões não conseguiram auxiliar seus aliados holandeses devido aos ventos adversos do norte e só puderam observar. Obdam inicialmente recebeu instruções escritas do Grande Pensionário, Johan de Witt, que eram muito complicadas e confusas para ele. Ele solicitou que as ordens fossem dadas novamente "em três palavras", com de Witt respondendo com uma única frase: "Salve Copenhague e dê um soco na cara de qualquer um que tente impedir isso". O "qualquer um" era uma referência aos ingleses, cuja poderosa frota havia recentemente derrotado os holandeses na Primeira Guerra Anglo-Holandesa, levando os holandeses a suspeitar que uma frota inglesa presente poderia vir em auxílio dos suecos, embora os ingleses simplesmente observassem a luta à distância, sendo aliados de nenhum dos lados.
Os suecos atacaram agressivamente, mas falharam em ganhar vantagem, principalmente porque os holandeses que se aproximavam tinham a barlavento. Os holandeses forçaram a frota sueca a encerrar o bloqueio da capital dinamarquesa, permitindo seu reabastecimento por navios de transporte armados holandeses, o que eventualmente forçou Carlos Gustavo a abandonar completamente o cerco.
Os suecos perderam cinco navios na ação comparado a um navio holandês, no entanto, os navios aliados restantes estavam mais danificados. Além disso, considerando as perdas ligeiramente menores de homens na marinha sueca, 1 200 comparado a 1 400 (439 mortos, 269 capturados e pouco mais de 650 feridos aliados), a batalha é considerada um empate tático. Estrategicamente, no entanto, foi uma grande vitória aliada.

## Antecedentes
A paz em Roskilde em 27 de fevereiro de 1658 durou apenas um curto período. Em 7 de agosto do mesmo ano, as tropas de Carlos X Gustavo desembarcaram novamente na Zelândia. A fortaleza de Kronborg perto de Elsinore caiu, assim como a maior parte da Dinamarca. Carlos Gustavo havia iniciado esta segunda guerra dinamarquesa com o objetivo de eliminar a Dinamarca tanto em nome quanto em reino. Copenhague começou a ser sitiada. O embaixador holandês em Copenhague estava preocupado com o futuro. Durante o século XVII, a República Holandesa era uma nação marítima com grandes interesses comerciais; não menos importante no Mar Báltico. Se a Dinamarca caísse, a única conexão marítima com este mar seria completamente controlada pela Suécia.

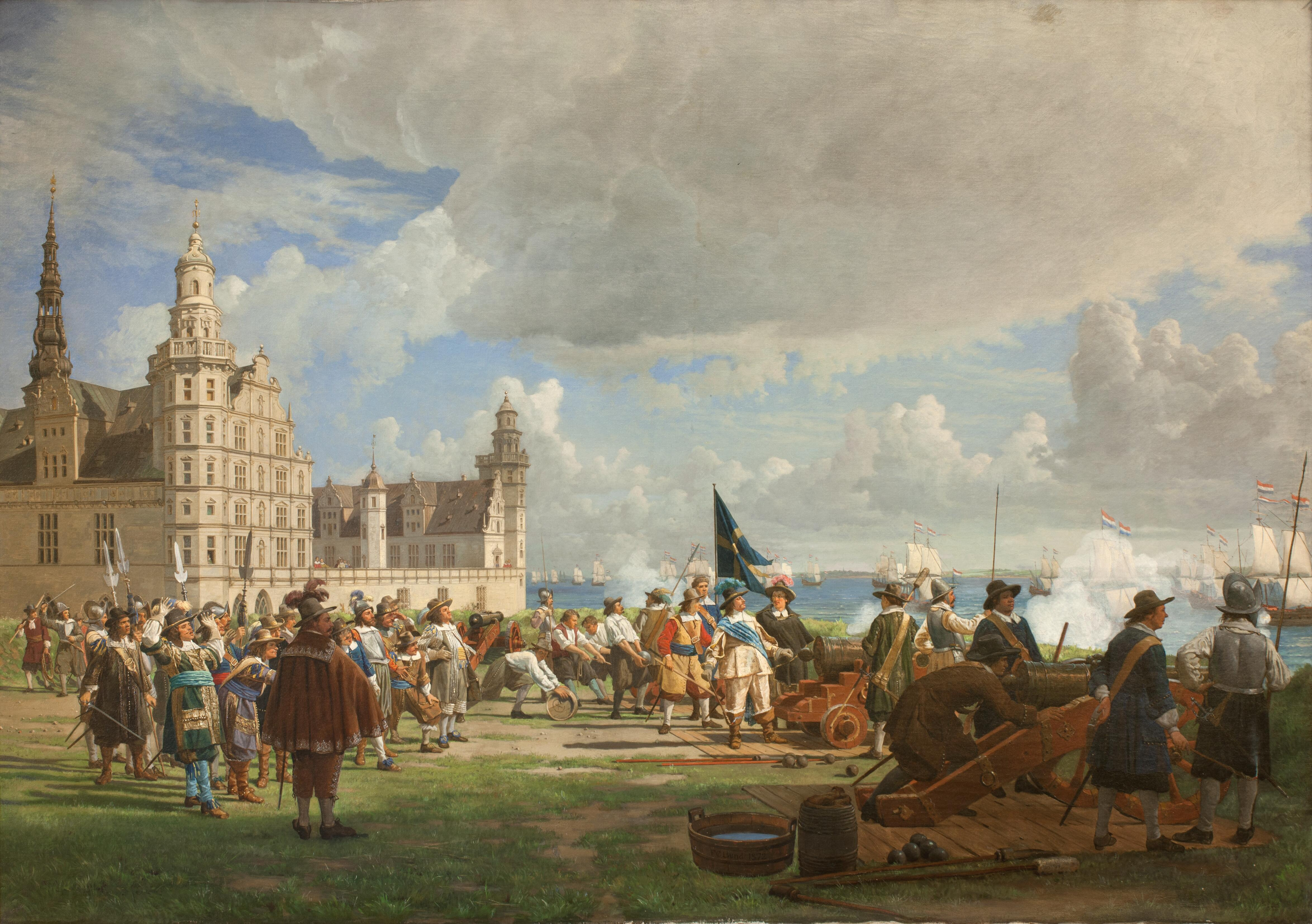
A frota holandesa, liderada pelo almirante Obdam, entra no Sund em 29 de outubro de 1658

Os holandeses agiram rapidamente. Em 7 de outubro de 1658, a grande frota holandesa partiu e dezenove dias depois, as âncoras foram baixadas ao norte do Sund, em uma base chamada "Lappen". De Kullaberg no noroeste da Escânia, os suecos relataram o número de navios inimigos; 39 navios de guerra e 8 navios de transporte com soldados e provisões para a Copenhague encurralada. Uma frota de 1 278 canhões, 4 501 marinheiros e 1 000 soldados estava esperando pelo tempo adequado. No Sund, pela ilha de Ven, a frota sueca consistia em 31 navios de guerra, 14 navios mercantes blindados, 1 838 canhões e 6 649 homens.

## Batalha
Ao amanhecer de 29 de outubro, os holandeses levantaram âncora. Um vento favorável e forte do noroeste estava soprando. A ordem do Almirante holandês Jacob Obdam era alcançar a Copenhague fechada. Jacob Obdam, no entanto, tinha problemas pessoais. Paralisado pela gota, sentado em uma poltrona no convés, ele foi autorizado a liderar a batalha de seu navio almirante Eendracht.
Carlos X Gustavo estava com sua equipe nas muralhas do Castelo de Kronborg. No final, o rei esperava que os holandeses se aliassem aos suecos e cumprimentassem Kronborg com uma saudação. Isso não aconteceu. Os navios holandeses navegaram ao longo da costa da Escânia. Os bastiões lacustres de Helsingborg abriram fogo e em resposta receberam fogo pesado. Às oito horas da manhã, os dois navios almirantes se aproximaram um do outro. A bordo do Victoria sueco estava o Almirante sueco Wrangel. Antes da batalha, o Almirante Obdam havia ordenado que os mastros, equipamentos e trens dos suecos fossem alvejados. Victoria logo se tornou incontrolável desta forma:

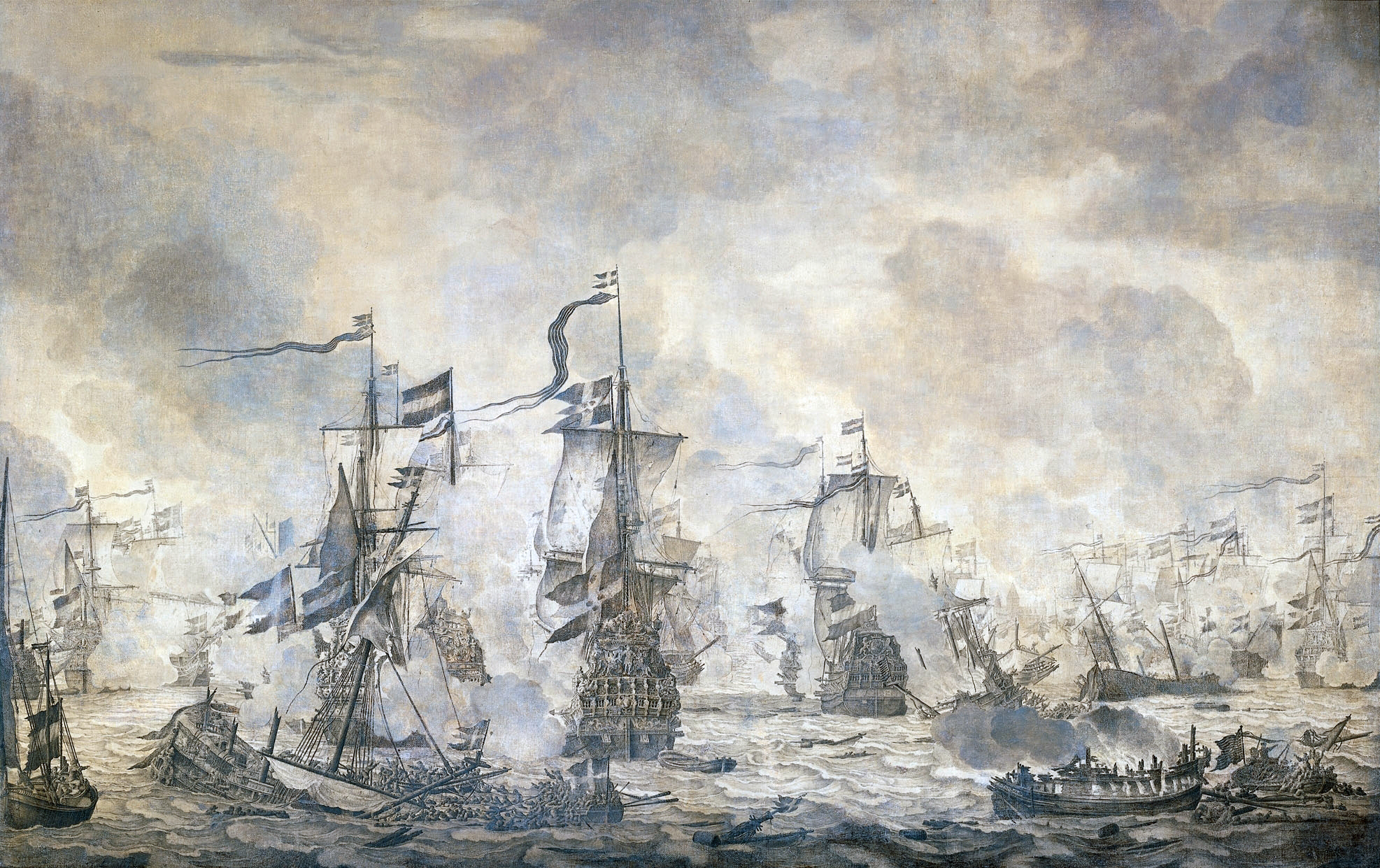
Batalha do Sund por Willem van de Velde, o Antigo.

"O navio almirante Victoria estava em uma esgrima pesada a tal ponto desonrado e atormentado que não podia ir para frente, para trás, ou permanecer, preferencialmente enquanto sua haste de mezanino foi atirada no meio." 
Wrangel foi forçado a interromper a batalha e o navio derivou indefeso através do estreito em direção a Elsinore.
A batalha ocorreu sobre toda a superfície da água ao norte da ilha de Ven. Os suecos sofreram pesadas perdas. Alguns navios suecos encalharam na costa da Escânia. Os holandeses haviam abordado e capturado os navios Rose, Delmenhorst e Pelikanen com armas brancas. Svenska Morgonstiernan afundou após ser perfurado pelo fogo holandês. No Leopard sueco, quase toda a tripulação de 153 homens estava incapaz de lutar. O Capitão Anders Crabath encalhou o navio na costa de Ven.

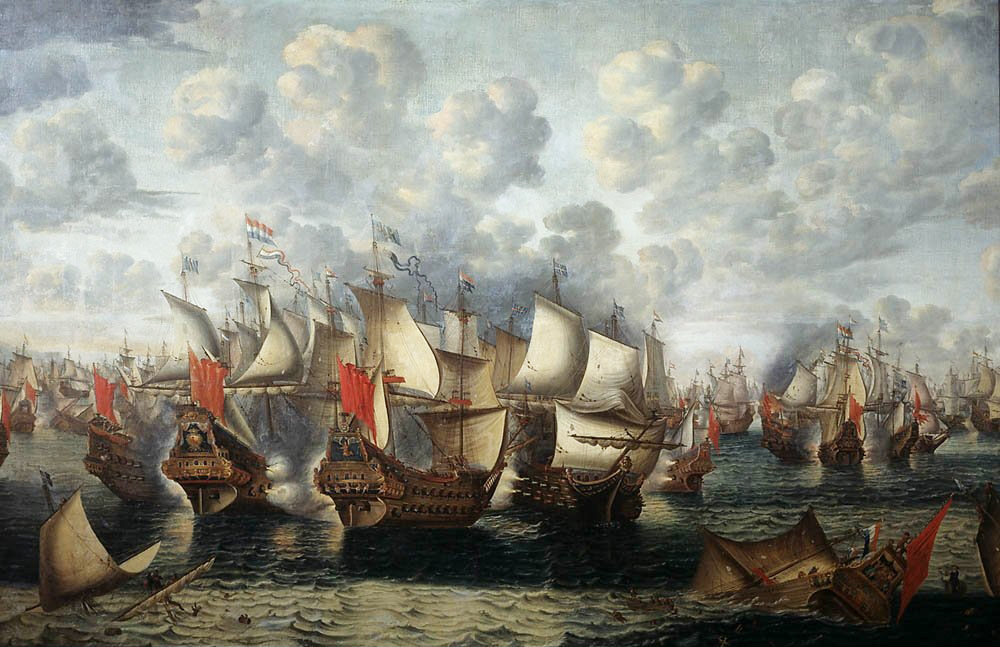
Primeira Fase da Batalha do Sund, Jan Abrahamsz Beerstraaten

Os holandeses também sofreram perdas. O Almirante sueco Klas Hansson Bjelkenstjerna no navio de 60 canhões Draken encontrou o Vice-Almirante holandês Witte de With no navio de 54 canhões Brederode. Fogo irrompeu em ambos os navios. "Eventualmente o navio sueco Wismar também chegou até ele, posicionou-se na frente da proa e assim o holandês foi dominado já que o vice-almirante com uma boa quantidade de pessoas lá em cima foi morto a tiros, a bandeira nele foi abaixada e finalmente afundou sob o lado terrestre da Zelândia".
O navio do Almirante Obdam Eendracht ameaçou afundar. A bandeira do Almirante teve que ser transferida para outro navio. Incapaz de se mover de sua cadeira, o almirante foi içado para outro navio.
Ao sul de Ven, vários navios afundaram. Em entradas de diário suecas, é observado que nos dias após a batalha, várias hastes de bandeira de mastros podiam ser vistas projetando-se acima da superfície da água.

## Consequências

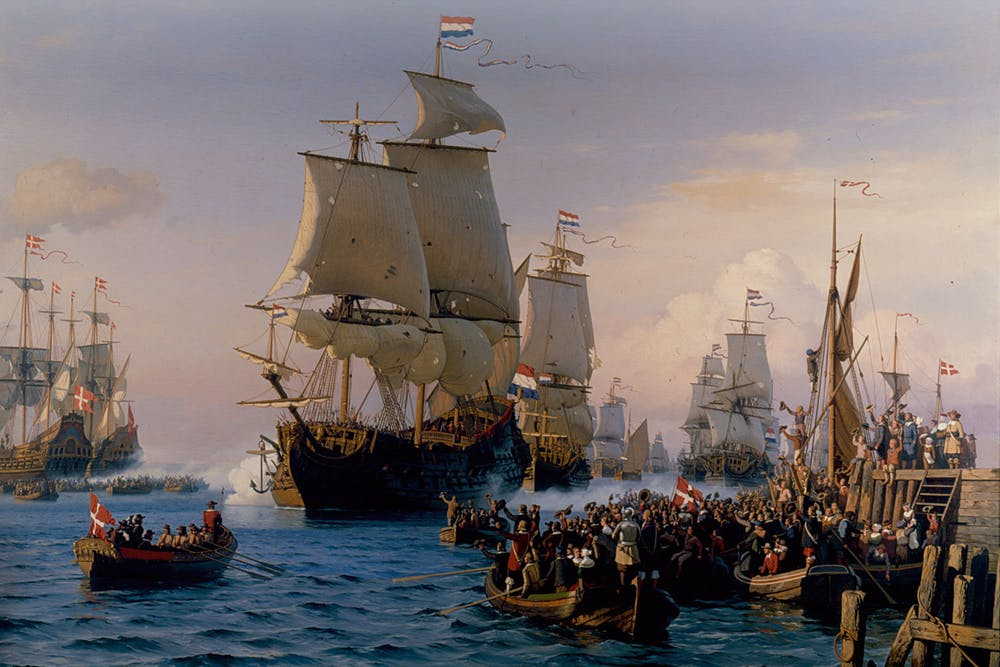
A frota holandesa alivia Copenhague

Os holandeses romperam o bloqueio sueco e conseguiram se unir com a frota dinamarquesa encurralada em Copenhague. Os dinamarqueses haviam tentado alcançar a batalha, mas o forte vento contrário havia impedido isso. Enquanto tocavam todos os sinos das igrejas em Copenhague, os navios holandeses severamente danificados deslizaram em direção à cidade. Com a vitória naval, o fim estava se aproximando para a reivindicação de poder de Carlos Gustavo na Dinamarca.
Carlos Gustavo havia visto toda a batalha de terra. Depois, o rei pessoalmente embarcou no navio almirante gravemente ferido. Na manhã do dia seguinte à batalha, ordens foram dadas de que a frota sueca danificada logo procuraria refúgio no canal profundo próximo à fortaleza de Landskrona.
De Elsinore eles partiram para Landskrona. Fora de Ven ficou sem vento. O Almirante Wrangel então ordenou que os navios fossem rebocados à mão para a proteção dos canhões da fortaleza. Na manhã de 31 de outubro, a maioria dos navios havia alcançado segurança desta forma. Ao mesmo tempo, um forte vento sul começou a soprar. Os dinamarqueses aliviaram as velas e alguns navios suecos foram forçados a fugir para o norte no estreito. O Capitão Speck no Amaranth sueco se voltou contra o inimigo; com seus 36 canhões ele conseguiu atrasar os navios dinamarqueses Hannibal e Graa Ulff que totalizavam 86 canhões. Quando ancorado em Landskrona, o Sword sueco encalhou. O navio virou e afundou, cheio de doentes e feridos, muitos dos quais se afogaram.